# Kazungula Bridge
Il Kazungula Bridge è un ponte strallato pluricampata completato nel 2021 che collega Kazungula, in Zambia, con l'omonimo centro del Botswana. È una struttura sia stradale che ferroviaria con via di corsa a singolo binario posta in asse impalcato. 
Il ponte attraversa il confine tra Botswana e Zambia che, essendo lungo circa 150 metri, è la frontiera più breve del mondo..

## Storia
Nell'agosto 2007 il presidente del Botswana Festus Mogae ha annunciato a Lusaka la conclusione degli accordi bilaterali con lo Zambia per la costruzione di un ponte internazionale.
Il 13 settembre 2014 il vicepresidente zambiano Guy Scott e il vicepresidente botswano Ponatshego Kedikilwe hanno partecipato alla cerimonia della prima pietra.
Il ponte è stato progettato dal gruppo francese Egis e realizzato dalla società sudcoreana Daewoo Construction and Engineering.
Il costo dell'opera, che include la realizzazione dei posti di frontiera tra i due paesi, è previsto in 259,3 milioni di dollari finanziati dall'Agenzia per la cooperazione internazionale del Giappone (Japan International Cooperation Agency, JICA) e dalla Banca africana di sviluppo (AfDB), facendo parte del progetto Nord-Sud Africano. Il progetto è stato supportato anche dalla Commissione europea con incarico affidato alla società italiana ARS Progetti.
La messa in servizio è stata inizialmente prevista per il marzo 2019, ma a causa di un mancato pagamento da parte del governo zambiano, i lavori sono stati interrotti. L'inaugurazione è stata così posticipata al 2020.

## Caratteristiche tecniche
Il ponte è lungo 923 metri e largo 18,5 metri; collega le città omonime di Kazungula tra lo Zambia e il Botswana. Il suo piano è curvo per evitare i vicini confini dello Zimbabwe e della Namibia. Si tratta di un ponte estradosso di cassoni in cemento armato precompresso assemblati in mensole, la cui stabilità è migliorata da un puntello abbassato.